# オオミドリシジミ
オオミドリシジミ（大緑小灰蝶、Favonius orientalis）は、チョウ目（鱗翅目）シジミチョウ科ミドリシジミ亜科に属するチョウの一つ。

## 概要
ミドリシジミとよく似るが、属は違い少し離れた存在。翅裏は全体的に白っぽく、褐色と白の帯が前後の翅にわたってかかる。後翅肛角の橙斑は2つに分離し、前縁側のそれは黒斑が付いて目玉模様のようになる。尾状突起はやや長い。
形態的にはエゾミドリ・ジョウザンミドリ・ハヤシミドリに類似する。その他にもクロミドリ、ウラジロ、ヒロオビが、同じファボニウス（Favonius）属に分類され、雄の翅表が青緑に輝く一群を形づくる（クロミドリだけは緑色ではない）。
成虫は6～7月ごろ発生（寒冷地では7月以降）し、雄は朝方活発にテリトリーを張り活動する。ミドリシジミ類では比較的低山地にも産する種で、乾燥気味の落葉広葉樹林帯などに見られるが、あまり多くはない。
卵で越冬する。卵は枝上に数個まとめて産みつける。食樹はブナ科のコナラ・クヌギ・ナラガシワ・カシワ・ミズナラなど。

## 分布
主要四島に分布するが、九州では内陸部のみ。
国外では中国大陸東北部、ロシア極東、朝鮮半島。